# Modular
Em Análise funcional, um modular é um funcional {\displaystyle \varrho :{\mathfrak {X}}\to \mathbb {R} } que goza de algumas das propriedades de norma. 
Com a noção de modular, é possível introduzir o conceito de Espaços modulares.

## Definição
Um funcional {\displaystyle \varrho :{\mathfrak {X}}\to \mathbb {R} \cup \{\infty \}} num espaço vectorial {\displaystyle {\mathfrak {X}}} é chamado de modular se temos as seguintes condições:
(i) {\displaystyle \varrho (u)=0} se e só se {\displaystyle u=0};
(ii) {\displaystyle \varrho (-u)=\varrho (u)} para todo {\displaystyle u\in {\mathfrak {X}}};
(iii) {\displaystyle \varrho (\lambda u+\nu v)\leqq \varrho (u)+\varrho (v)} para todo {\displaystyle u,v\in {\mathfrak {X}}} e {\displaystyle \lambda ,\nu \geqq 0} em que {\displaystyle \lambda +\nu =1}.